# 11.º Troféu HQ Mix
O 11º Troféu HQ Mix foi realizado em 8 de setembro de 1999, no Centro de Educação em Moda do Senac, em São Paulo, premiando pessoas, editoras e obras ligadas às histórias em quadrinhos referentes a lançamentos de 1998. O evento foi apresentado por Serginho Groisman e contou com a performance do grupo de clown Charles e show da banda Cara de Pau.

## Prêmios[3]
| Categoria                    | Vencedor |
| Adaptação para outro veículo | Spawn (desenho animado de Todd McFarlane)                                                                      |
| Álbum de aventura            | Caatinga (Hermann / editora Globo)                                                                             |
| Álbum de clássico            | V de Vingança (Alan Moore e David Lloyd / editora Via Lettera)                                                 |
| Álbum de ficção              | Seqüelas (Lourenço Mutarelli / editora Devir)                                                                  |
| Álbum de figurinhas          | Chiquititas (editora Panini)                                                                                   |
| Álbum de humor               | O homem ideal (Ralf König / editora Via Lettera)                                                               |
| Álbum infantil               | A baleia Branca (Will Eisner / editora Cia. das Letras)                                                        |
| Caricaturista                | Cau Gomez |
| Cartunista                   | Santiago |
| Chargista                    | Angeli |
| Colorista                    | Alexandre Jubran                                                                                               |
| Desenhista estrangeiro       | Will Eisner |
| Desenhista nacional          | Edgar Vasques                                                                                                  |
| Desenhista revelação         | Luciano Lagares                                                                                                |
| Desenho animado              | KaBlam! (Robert Mittenthal, Will McRobb e Chris Viscardi)                                                      |
| Edição especial              | Linha de ataque - futebol arte (vários autores / editora Abril Comics)                                         |
| Editora do ano               | Abril Jovem |
| Empresa de licenciamento     | Character |
| Exposição                    | Salão Internacional de Piracicaba (Salão Internacional de Piracicaba / Piracicaba)                             |
| Fanzine                      | Slam! |
| Grande contribuição          | Selecções BD                                                                                                   |
| Grande mestre                | Mauricio de Sousa                                                                                              |
| Graphic novel estrangeira    | O Sistema (Peter Kuper / editora Abril Jovem)                                                                  |
| Graphic novel nacional       | Lampião - era o cavalo do tempo atrás da besta da vida (Klévisson Viana / editora Hedra)                       |
| Homenagem especial           | 30 anos de O Pasquim                                                                                           |
|                              | 25 anos de Ota na Mad                                                                                          |
| Ilustrador                   | Patrício Bisso                                                                                                 |
| Letrista                     | Lilian Mitsunaga                                                                                               |
| Livro de caricaturas         | Fatores de risco - coletânea de charges e caricaturas (Erthal / editora Ediouro)                               |
| Livro de cartuns             | Humor em risco - cartuns (Érico)                                                                               |
| Livro de charges             | Pittadas de Maluf (Cláudio / editora Boitempo)                                                                 |
| Livro infantil               | Bamboletras (Dilan Camargo e Guazzelli / editora Projeto)                                                      |
| Livro teórico                | O Rio de J. Carlos (Zuenir Ventura e Cássio Loredano / editora Lacerda e Prefeitura do Rio de Janeiro)         |
| Minissérie estrangeira       | Batman - preto e branco (vários autores / editora Abril Jovem)                                                 |
| Minissérie nacional          | Lua dos dragões (Marcelo Cassaro e André Vazzios / editora Trama)                                              |
| Personagem de licenciamento  | Vida de Inseto                                                                                                 |
| Personagem destaque          | Níquel Náusea                                                                                                  |
| Ponto de vendas              | Merlin Comic Store (São Paulo)                                                                                 |
| Produto de licenciamento     | Mamíferos Parmalat                                                                                             |
| Projeto editorial            | Olho Mágico (vários autores / editora Tonto)                                                                   |
| Projeto gráfico              | Graffiti 76% Quadrinhos (vários autores / independente)                                                        |
| Revista de aventura e ficção | Gen13 & WildC.A.T.S. (vários autores) / editora Abril Jovem)                                                   |
| Revista de humor             | Sergio Aragonés massacra a Marvel (Sergio Aragonés e Mark Evanier / editora Abril Jovem)                       |
| Revista de terror            | Manticore Especial (Gian Danton, Antonio Eder, José Aguiar, Luciano Lagares, Márcio Freire / editora Monalisa) |
| Revista independente         | Caliban (Wellington Srbek, editor)                                                                             |
| Revista infantil             | Turma da Mônica (vários autores / editora Globo)                                                               |
| Revista mix                  | Cybercomix (vários autores / editora Bookmakers)                                                               |
| Revista seriada              | Preacher (Garth Ennis e Steve Dillon / editora Metal Pesado)                                                   |
| Revista sobre quadrinhos     | General Visão                                                                                                  |
| Roteirista estrangeiro       | Frank Miller                                                                                                   |
| Roteirista nacional          | Lourenço Mutarelli                                                                                             |
| Site de quadrinhos           | Cybercomix (vários autores - www.cybercomix.com.br - fora do ar)                                               |
| Site sobre quadrinhos        | Area-51 (www.a-51.com - fora do ar)                                                                            |
| Tira estrangeira             | Dilbert (Scott Adams)                                                                                          |
| Tira nacional                | Piratas do Tietê (Laerte)                                                                                      |
| Toy                          | Spawn |
| Valorização da HQ            | Fábrica de Quadrinhos                                                                                          |
| Videogame                    | Zelda 64 |